# Oil's Well
Oil's Well est un jeu vidéo de labyrinthe développé et édité par Sierra On-Line, sorti en 1983 sur DOS, Apple II, Atari 8-bit, Commodore 64, MSX et ColecoVision.

## Système de jeu
Le joueur doit récupérer du pétrole avec forage.

## Accueil
- Aktueller Software Markt : 8,2/12[1]